# Закон Готланда

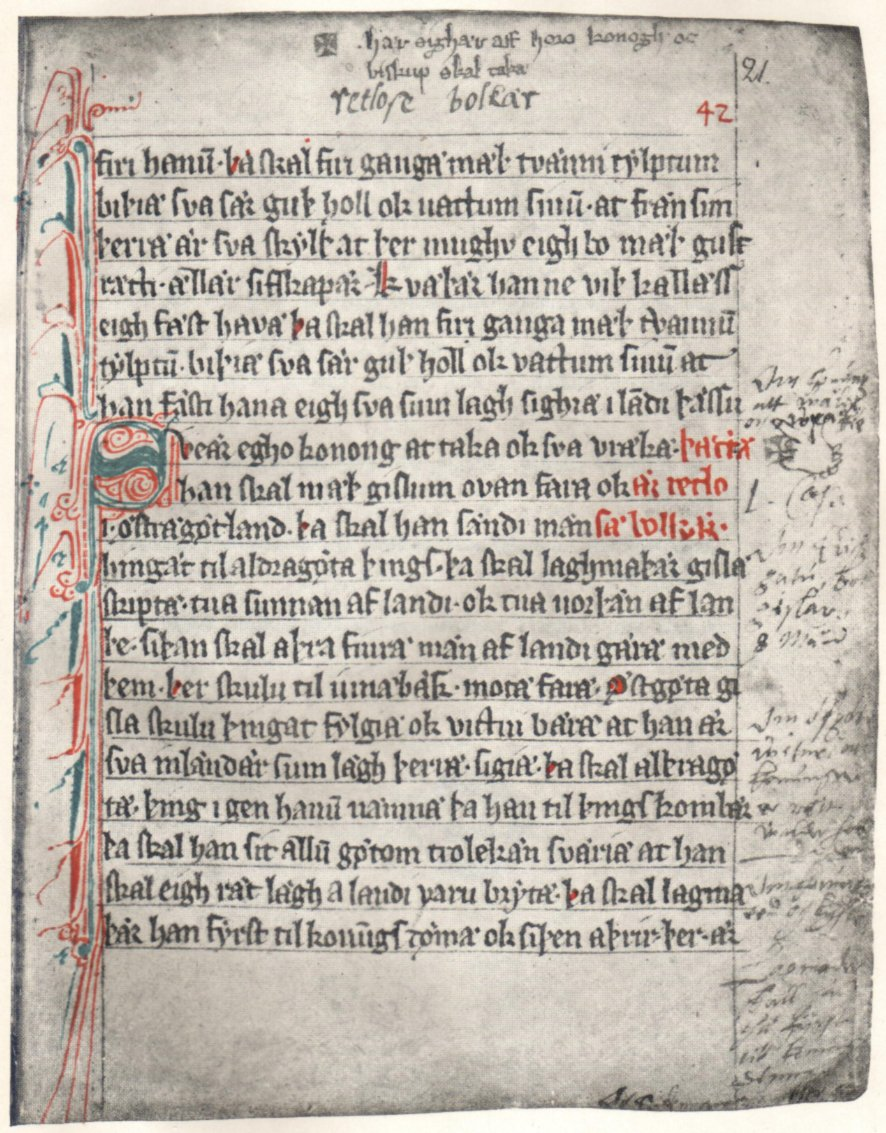
Літ номер 21 зі зводу Äldre Västgötalagen

Закон Готланда, також відомий як Вестерготський закон (англ. Westrogothic law)  або вестготських закон (швед. Västgötalagen) - найстаріший документ, написаний шведською мовою латинським алфавітом, який є найстарішим відомим дотепер шведським провінційним законодавчим зводом. Закон Готланда був складений на початку XIII  століття, і відомий як законодавчий звід, що використовувався у шведській провінції Вестерйотланд (швед. Västergötland) в XIII столітті. Найбільш ранній повний текст датований 1281 роком. Невеликі фрагменти ранніх текстів датуються 1250 роком.